# Pieter de Carpentier
Pieter de Carpentier (Amberes, 19 de febrero de 1586-Ámsterdam, 5 de septiembre de 1659) fue un administrador holandés de la Compañía Holandesa de las Indias Orientales (VOC) que se desempeñó como su gobernador general de 1623 a 1627. El golfo de Carpentaria en el norte de Australia lleva su nombre. 
Pieter de Carpentier nació en Amberes en 1586, poco después de la formación de la recién independizada República Holandesa (República de los Siete Países Bajos Unidos, o Provincias Unidas). Estudió filosofía en Leiden, desde 1603. En 1616, navegó a bordo del velero De Getrouwheid hacia Indonesia. Allí desempeñó diversas funciones, entre ellas director general de Comercio, Miembro del Consejo de Indias y miembro del Consejo de Defensa. Desde el 1 de febrero de 1623 hasta el 30 de septiembre de 1627 fue el quinto gobernador general de las Indias Orientales Neerlandesas. Participó en la conquista de Yakarta y ayudó a construir la ciudad de Batavia. Hizo mucho por la ciudad, incluida la creación de una escuela, un Ayuntamiento y el primer Orfanato. También diseñó la estructura de las iglesias de la ciudad. 
De Carpentier fue nombrado miembro de la junta directiva de la Compañía Holandesa de las Indias Orientales (VOC) en octubre de 1629. Su tío materno, Louis Delbeecque, había sido uno de los iniciadores de la VOC. 
Pieter de Carpentier se casó con Maria Ravevelt en Middelburg el 2 de marzo de 1630. Maria murió en septiembre de 1641 y fue enterrada en la iglesia Westerkerk en Ámsterdam. De Carpentier murió en Ámsterdam el 5 de septiembre de 1659 y también fue enterrado en la Westerkerk. Tuvieron siete hijos. 
Cuando Jan Carstenszoon (o Carstensz) y Willem van Coolsteerdt desembarcaron el Pera y el Arnhem en la costa oeste de la península del Cabo York de Nueva Holanda (ahora Australia) en 1623, después del primer descubrimiento de Willem Janszoon en el Duyfken en 1606, lo llamaron «golfo de Carpentaria» en honor al gobernador general, Pieter de Carpentier.